# Култура Чачапоја
Чачапоја је аутохтони јужноамерички народ, настањен у данашњем Перуу, у подручју планина уз реку Маранон. Име Чачапоја - облачни народ - потиче од Инка јер су живели на неприступачним планинским пределима. Од њихове цивилизације сачуване су рушевине од утврђених камених градова чије су кружне куће познате као сундерхуаси. Дубље у џунгли научници још увек откривају налазишта овог народа.
Негде ок 800. године Чачапоја култиваишу своја поља по обронцима планина, живе у у добро утвђеним градовима на планинским врховима заштићени џунглом. Монументалне грађевине и екстензивна пољопривреда указују да су били напредан народ.
Почетком 15. века започиње експанзија Инка, који прогоне ривлски народ Чанча Индијанце а пут их води у земљу Чачапоја. Опсада Инка дуго је трајала и тек је Инка Тупак Иупанки око 1475. године поразио Чачапоја народ.
Ускоро међутим и Инке и Чачапоја добијају новог непријатеља. Први који их је угледао био је Хернандо де Сото, он путује овом земљом 1532. године.
Шпанци су помагали Чачапоја у њиховој борби против Инка све док обе цивилизације нису пропале. Европски најпознатији увоз у Америку, богиње, и овде су биле смртоносни савезник Шпанаца.
Чачапоја су у хроникама описани као висок светлопути народ, супротност тамнопутим и ниским Кечуа. Њихово расно порекло још је енигма. Од 1600. иза Чачапоја остале су само рушевине градова сакривених у облацима високих планина и џунгли. Језик Чачапоја класификује се у породицу кечуанских језика.